# Armenosoma
Armenosoma es un género de escarabajos barrenadores metálicos del orden Coleoptera.

## Especies
- Armenosoma antiquum Thery, 1926
- Armenosoma atrum Waterhouse, 1887
- Armenosoma costiferum Obenberger, 1926
- Armenosoma jakobsoni Obenberger, 1926
- Armenosoma strandi Obenberger, 1936